# Yttriumoxide
Yttriumoxide of yttrium(III)oxide is een stabiele verbinding (oxide) van yttrium en zuurstof.

## Voorkomen en ontginning
Yttriumoxide komt in sommige yttriumhoudende mineralen voor. Technisch wordt het bereid uit yttriumoxalaat dat neergeslagen wordt uit een zwavelzuuroplossing van yttriumhoudende mineralen als xenotiem en monaziet. Door verhitting van het oxalaat in aanwezigheid van zuurstof bij 750 °C ontstaat yttriumoxide:
{\displaystyle {\ce {2 Y2(C2O4)3 + 3 O2 -> 2 Y2O3 + 12 CO2}}}

## Toepassingen
Yttriumoxide heeft een aantal industriële toepassingen, onder meer:
- als grondstof voor andere yttriumverbindingen;
- in toepassingen waar bestendigheid tegen hoge temperaturen nodig is, bijvoorbeeld als bekleding van grafietstaven in kernreactoren of in gesinterende elektroden voor de productie van metalen via elektrochemische weg;[1]
- stabilisator bij hoge temperaturen van keramische materialen;
- voor de fabricage van rood fosforescerende lagen (zogenaamde "fosfors") op beeldbuizen van kleurentelevisies;[2]
- voor de fabricage van yttrium-ijzer granaten die goede microgolffilters zijn;
- via depositie kunnen transparante en isolerende films van Y2O3 op een substraat (bijvoorbeeld fotovoltaïsche cellen[3]) aangebracht worden. Bekledingen van yttriumoxide zijn zeer hard en slijtvast;
- het is een van de grondstoffen van de hogetemperatuursupergeleiders YBCO (opgebouwd uit Y, Ba, Cu en O).[4]